# Вилхелмина Амалия фон Брауншвайг-Люнебург
Вилхелмина Амалия фон Брауншвайг-Люнебург (на немски: Wilhelmine Amalie von Braunschweig-Lüneburg; * 21 април 1673, Люнебург; † 10 април 1742, Виена) от род Велфи (Нов Дом Люнебург), е принцеса на Брауншвайг-Люнебург и чрез женитба императрица на Свещената Римска империя (24 февруари 1699 до 17 април 1711).

## Произход
Тя е най-малката дъщеря на Йохан Фридрих фон Брауншвайг-Каленберг (1625 – 1679) и съпругата му Бенедикта Хенриета Филипина фон Пфалц-Зимерн (1652 – 1730) от род Вителсбахи-Зимерн, дъщеря на пфалцграф Едуард фон Пфалц.

## Брак
Вилхелмина Амалия се омъжва през 1699 г. за Йозеф I (1678 – 1711), император на Свещената римска империя, крал на Бохемия, Хърватия и Унгария и ерцхерцог на Австрия, син на император Леополд I. Йозеф I има множество афери с други жени и умира през 1711 г. във Виена от едра шарка. Регентка става нейната свекърва.
След женитбата на двете ѝ дъщери тя живее от 1722 г. в основания от нея Залезианерински женски манастир във Виена през 1717 г., където умира през 1742 г.
Според нейното нареждане сърцето ѝ е погребано при краката в ковчега на нейния съпруг в Капуцинерската гробница, тялото ѝ е погребано на 13 април 1742 г. в гробницата под олтара в Залезианеринския манастир.

## Деца
Амалия Вилхелмина и Йозеф имат три деца:
- Мария Йозефа (1699 – 1757), ∞ 1719 във Виена за курфюрст и крал Фридрих Август II (1696 – 1763), син на Фридрих Август I и съпругата му принцеса Кристиана Еберхардина фон Бранденбург-Байройт
- Леополд Йозеф (1700 – 1701), ерцхерцог
- Мария Амалия (1701 – 1756), ∞ 1722 в Мюнхен за курфюрст Карл Албрехт Баварски (1697 – 1745), син на курфюрст Максимилиан II Емануел и съпругата му принцеса Тереза Кунегунда Собиеска.